# Arthur Heitschmidt
Arthur Heitschmidt (* 16. März 1893 in Haldensleben; † 27. Januar 1963 in Saarbrücken) war ein deutscher Politiker (FDP/DPS).

## Leben und Beruf
Arthur Heitschmidt studierte Rechtswissenschaft in Dresden, wo er im Sommersemester 1912 Mitglied des Corps Saxonia Dresden (heute Landsmannschaft Hansea auf dem Wels) wurde. Von Beruf war er Großhandelskaufmann. Von Februar bis Dezember 1956 war er Präsident der Industrie- und Handelskammer des Saarlandes.

## Partei
Nach dem Zweiten Weltkrieg trat Heitschmidt in die DPS ein. Durch den Anschluss der DPS an die FDP wurde er am 11. August 1957 Mitglied der Liberalen.

## Abgeordneter
Heitschmidt wurde 1955 in den Saarländischen Landtag gewählt, dem er bis zu seinem Tode angehörte.

## Öffentliche Ämter
Nach der Bildung einer christlich-liberalen Koalition wurde Heitschmidt am 17. Januar 1961 als Minister für Finanzen und Forsten in die von Ministerpräsident Franz-Josef Röder geführte Regierung des Saarlandes berufen. Das Amt des Finanzministers, dessen Nachfolge Paul Senf antrat, hatte Heitschmidt bis zu seinem Tode am 27. Januar 1963 inne.

## Kabinette
- Kabinett Röder II